# Izmir Cup 2009
L'Izmir Cup 2009 è stato un torneo professionistico di tennis maschile giocato sul cemento, che faceva parte dell'ATP Challenger Tour 2009. Si è giocato a Smirne in Turchia dall'11 al 17 maggio 2009.

## Partecipanti

### Teste di serie
| Nazionalità   | Giocatore           | Ranking* | Testa di serie |
| ------------- | ------------------- | -------- | -------------- |
| Taipei cinese | Lu Yen-hsun         | 67       | 1              |
| Ucraina       | Serhij Stachovs'kyj | 115      | 2              |
| Germania      | Michael Berrer      | 116      | 3              |
| Germania      | Benedikt Dorsch     | 133      | 4              |
| Russia        | Michail Elgin       | 134      | 5              |
| Australia     | Chris Guccione      | 147      | 6              |
| Slovacchia    | Karol Beck          | 152      | 7              |
| India         | Prakash Amritraj    | 166      | 8              |

- Ranking al 4 maggio 2009.

### Altri partecipanti
Giocatori che hanno ricevuto una wild card:
- Haluk Akkoyun
- Sami Beceren
- Barış Ergüden
- Ergün Zorlu

Giocatori passati dalle qualificazioni:
- Matthias Bachinger
- Joshua Goodall (Lucky Loser)
- Conor Niland
- Ivan Serheev
- Joseph Sirianni

## Campioni

### Singolare
Andrea Stoppini ha battuto in finale  Marsel İlhan con il punteggio di 7–6(5), 6–2

### Doppio
Jonathan Erlich /  Harel Levy hanno battuto in finale  Prakash Amritraj /  Rajeev Ram con il punteggio di 6–3, 6–3